# 敬翔
敬翔（？—923年），字子振，同州馮翊（今陝西大荔）人。

## 早年
自稱是唐代平陽王敬暉之後。祖父敬忻，官同州掾。年輕時“好讀書，尤長刀筆，應用敏捷”，人称少年英才。赶赴长安参加进士考试，未中。

## 仕途
黄巢入長安，敬翔逃至汴梁（今河南开封），投靠同鄉王發，王發是宣武节度使朱温的观察支使，對敬翔不錯，但沒有機會推薦敬翔當官。敬翔常常幫士兵們代写书信，大家都喜歡朗誦敬翔寫的句子，因而獲得了朱溫的注意，朱温叫王發帶敬翔過來見面。朱温问：“聽說你讀《春秋》，那《春秋》写了甚麼玩意？”敬翔回答：“诸侯打仗的事。”朱温说：“那《春秋》中的作戰方法可以用麼？”敬翔答：“不可。礼乐都不見得要沿袭了，何况兵法是詭譎之道，應該要变化无穷。如果要學習春秋时代的打仗方法，就是學習虛名而沒有實效，大王之霸業就玩完了。”
敬翔又教朱溫，可以假借捉拿逃兵的名義去轄區境外捉伕，居然補充了原本的十倍兵力，朱温对敬翔大为赞赏，感慨地说：“天降奇人，以佐于我！”
敬翔跟随朱温前后共三十餘年，朱溫是言聽計從，敬翔本人也“盡心勤勞，晝夜不寐，自言惟馬上得休息”。唐昭宗封敬翔为检校右仆射、太府卿，赐號“迎銮叶赞功臣”。
朱温称帝后，命敬翔为知枢密院事。为光禄大夫、行兵部尚书、金銮殿大学士，封平阳郡侯。乾化二年六月，朱溫病重，召敬翔至病榻前受顧托命。朱友贞上台，趙巖及妻族张汉鼎、张汉杰等人用事，敬翔與李振受到排擠。

## 自殺
李存勗攻进后梁首都汴梁，下诏赦免梁群臣，李振邀敬翔朝见莊宗，敬翔叹曰：“李振谬为丈夫矣！复何面目入梁建国门乎？”自殺身亡，唐莊宗後下詔誅殺朱氏宗族和敬翔、李振的全家。

## 評價
唐莊宗：首佐朱溫，共傾唐祚。
旧五代史：敬翔、李振，始輔霸圖，終成帝業。及國之亡也，一則殞命以明節，一則視息以偷生，以此較之，翔為優矣。

## 延伸阅读
[在维基数据编辑]
 在维基文库阅读此作者作品
 《舊五代史·卷18》，出自薛居正《舊五代史》
 《新五代史·卷21》，出自歐陽修《新五代史》